# Efeito Evershed
O efeito Evershed, nomeado em honra do astrónomo britânico John Evershed, é o fluxo radial de gás através da superfície fotoesférica da penumbra de manchas solares, desde a borda interior até ao limite exterior.
A velocidade varia desde 1 km/s na borda entre a umbra e a penumbra até a um máximo equivalente ao dobro desse valor no meio da penumbra, descendo até zero no limite exterior da penumbra.
Evershed descobriu este fenómeno em Janeiro de 1909, enquanto trabalhava no observatório solar de Kodaikanal, na Índia, quando encontrou que as linhas espectrais das manchas solares mostravam o efeito Doppler.
Posteriormente, medições das linhas de emissão espectrais emitidas nos comprimentos de onda ultravioletas, mostraram um desvio para o vermelho sistemático. O efeito Evershed é comum para cada linha espectral formada a temperaturas abaixo de 105 K; este facto implicava um constante fluxo de cima para baixo desde a região de transição até à cromosfera. A velocidade observada é de cerca de 5 km/s. Tal seria impossível, visto que a corona desapareceria em pouco tempo em vez de estar suspensa à volta do Sol a temperaturas de milhões de graus a distâncias muito maiores que o raio solar.
Muitas teorias foram propostas para explicar este desvio para o vermelho no perfil das linhas na região de transição, mas o problemas ainda está em discussão, uma vez que uma teoria coerente deverá ter em conta todas as observações físicas: os perfis das linhas UV estão desviadas "em média" para o vermelho, mas mostram velocidades oscilatórias ao mesmo tempo.
Alguns dos mecanismos propostos são:
- fluxos sifónicos nos anéis coronais devido a diferença de temperatura;[2]
- o retorno de espículas;[3]
- fluxos múltiplos;[4]
- nano-flares;[5]
- instabilidades térmicas durante a condensação cromosférica.[6]